# Franziska Schervier

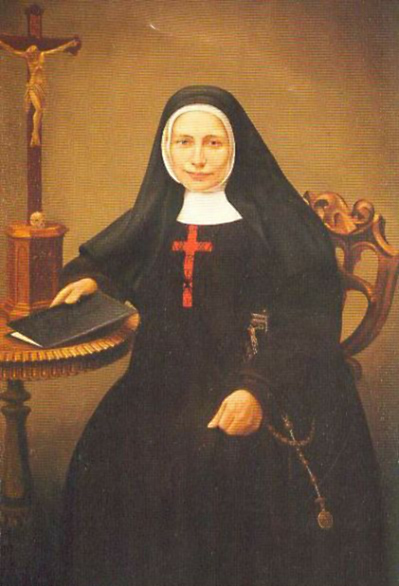
Franziska Schervier

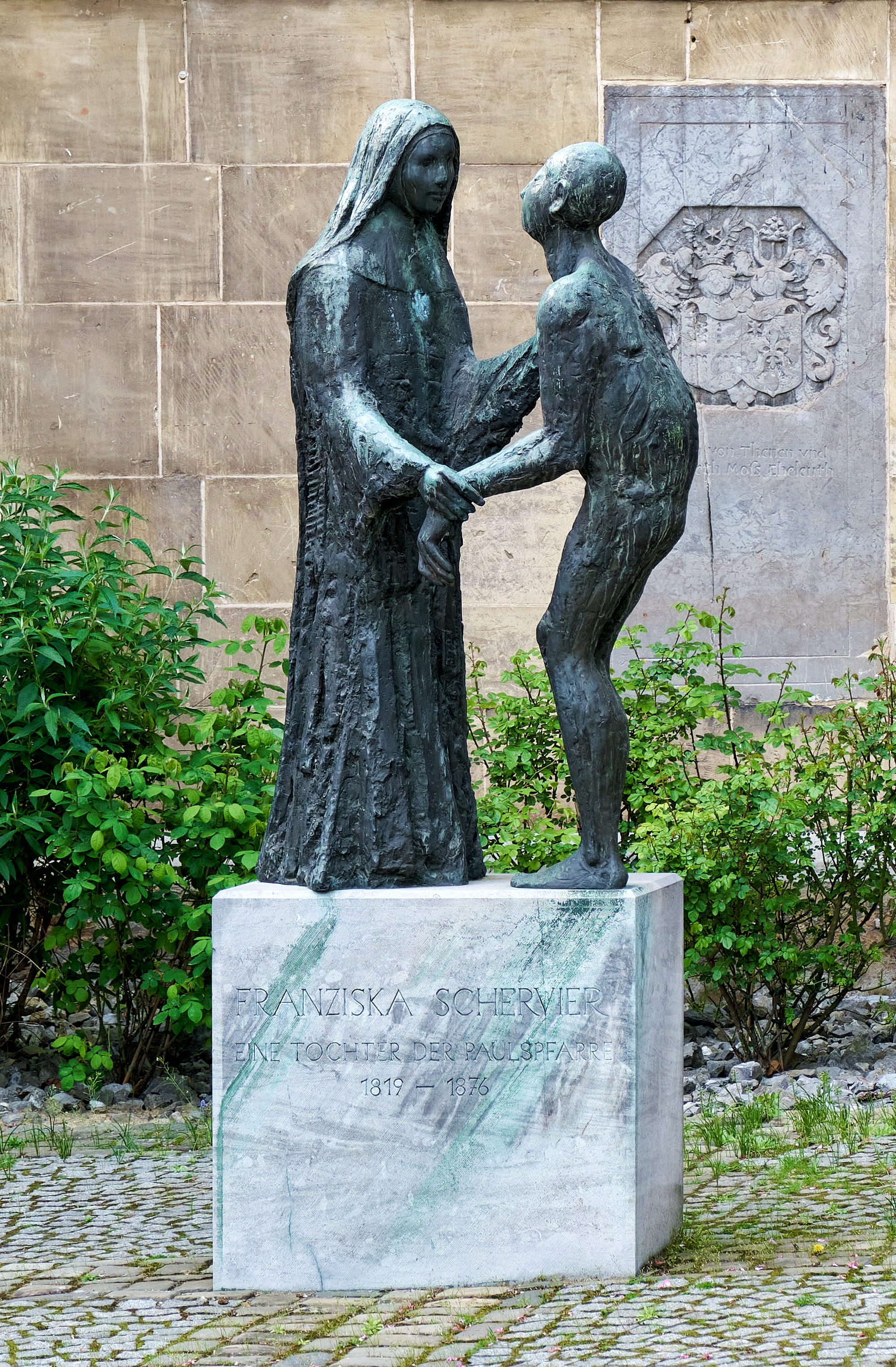
Denkmal für Franziska Schervier vor St. Paul

Franziska Schervier (* 3. Januar 1819 in Aachen; † 14. Dezember 1876 ebenda) war eine deutsche Ordensschwester und Gründerin der Armen-Schwestern vom heiligen Franziskus. Ihr Gedenktag ist der 14. Dezember eines jeden Jahres.

## Leben
Franziska Schervier war die Tochter des Nadelfabrikanten Johann Heinrich Schervier (1784–1845) und dessen Ehefrau Marie Louise Victoire Migeon (1781–1832). Ihr Taufpate war Kaiser Franz I. von Österreich.
Sie gehörte zusammen mit ihren Aachener Altersgenossinnen Clara Fey, Pauline von Mallinckrodt – beide wie sie Schülerinnen von Luise Hensel an der Höheren Töchterschule St. Leonhard Aachen – und Josephine Koch zu den richtungsweisenden Persönlichkeiten der caritativ-sozialen Bewegung des 19. Jahrhunderts und zeichnete sich schon von Jugend an durch Frömmigkeit und große Nächstenliebe aus. Ihr Vorbild wurde der Heilige Franz von Assisi. Am Pfingstfest 1845 begann sie mit vier gleichgesinnten Frauen ein gemeinsames klösterliches Leben, wobei sie einen großen Schwerpunkt bei der Krankenpflege (Cholera- und Pockenkranke) setzten. Bereits sechs Jahre später wurde Scherviers Vereinigung durch Kardinal Johannes von Geissel aus Köln unter dem Namen Armen-Schwestern vom heiligen Franziskus zu einer klösterlichen Gemeinschaft erhoben. Zur gleichen Zeit unterstützte sie den Lehrer Johannes Philipp Höver bei seinem Vorhaben, im Jahr 1857 den Orden der Armen-Brüder des hl. Franziskus ebenfalls in Aachen zu gründen.
Im Alter von 57 Jahren starb Franziska Schervier am 14. Dezember 1876 in ihrer Heimatstadt. Anschließend wurde sie zunächst auf dem Aachener Ostfriedhof bestattet und vier Jahre später in die Krypta des neuen Mutterhauses an der Ecke Kleinmarschierstraße/Elisabethstraße überführt und schließlich 1973 in die dortige Kapelle verlegt.
Am 28. April 1974 wurde Franziska Schervier im Rahmen einer feierlichen Liturgie im Petersdom von Papst Paul VI. seliggesprochen. In Erinnerung an sie und ihr Wirken wurde 1976 von dem Künstler Hubert Löneke eine Plastik vor der St. Paul-Kirche in Aachen aufgestellt, der Taufkirche von Franziska Schervier.
Seit 2010 ist sie Patronin der an Stelle der zum Jahresende 2009 aufgelösten Pfarreien Heilig Kreuz, St. Adalbert, St. Andreas, St. Foillan, St. Marien und St. Peter neu gegründeten Pfarre Franziska von Aachen.
Der Aachener Bischof Helmut Dieser erklärte sie darüber hinaus zu einer der Schutzpatroninnen des Anfang 2018 im Bistum Aachen eingeleiteten „synodalen Gesprächs- und Veränderungsprozesses“.
Eine umfangreiche Sammlung zu Franziska Schervier befindet sich im Familienarchiv der Familie Rey (verwandtschaftliche Beziehungen) im Bischöflichen Diözesanarchiv Aachen.